# Foyer
Foyer (wym. fuaje) – duże i rozległe pomieszczenie (lub zespół pomieszczeń) w budynku teatru, opery, filharmonii, hali widowiskowej, kina itp., przylegające do widowni sali widowiskowej lub koncertowej, przeznaczone dla widzów do odpoczynku oraz spotkań towarzyskich, wykorzystywane przed rozpoczęciem spektaklu oraz w trakcie jego antraktów (przerw), ale bywa również miejscem uroczystości po zakończeniu spektaklu.

## Opis
Zazwyczaj foyer jest dużą, specjalnie w tym celu zaprojektowaną salą, ale może być to także korytarz okalający główną salę, będący na tyle duży, że oprócz funkcji komunikacyjnych może spełniać funkcje bytowe. Foyer umożliwia publiczności dokonywanie przechadzek, ale jednocześnie jest wyposażone w meble wypoczynkowe. Zwykle jest ozdobione stałą ekspozycją związaną z charakterem działalności danej instytucji, ale może również zawierać ekspozycje czasowe, a także stoiska, bufety itp. Ponadto pomieszczenia wchodzące w skład foyer same mogą być głównym miejscem szeregu imprez, jak np. spotkania z twórcami, wernisaże itp.
Dawniej, w odróżnieniu od nieogrzewanej sali widowiskowej, foyer było pomieszczeniem ogrzewanym, stąd nazwa – fr. foyer – palenisko, ognisko.